# Злата Филиповић
Злата Филиповић (3. децембар 1980, Сарајево) босанскохерцеговачка је књижевница хрватског порекла. Позната је по Златином дневнику, аутобиографској књизи коју је написала. Дневник, коме се обраћала са Мими, писала је од септембра 1991. до октобра 1993, током рата у Босни и Херцеговини. Књига није званично издата на јужнословенским језицима, преведена је на преко двадесет језика, и адаптирана је у хорско дело Ентонија Пауерса.

## Биографија
Злата је рођена 3. децембра 1980. у Сарајеву, тада СР Босна и Херцеговина, унутар СФРЈ. Њен отац је био адвокат, како она истиче, из породице адвоката присутне у Сарајеву генерацијама, а мајка хемичарка. Писала је и пре опсаде Сарајева, која је почела 5. априла 1992. Злата се присећа како сарајевске школе, погођене ратом, нису радиле, а њени родитељи нису ишли на посао редовно. Из Сарајева нису могли да оду, јер мушкарцима напуштање града није било дозвољено, а раздвајање није било могућност. Такође, ситуацију Филиповићи нису сматрали сувише озбиљном, а када су њену озбиљност схватили, било је касно, јер је град био потпуно затворен. Пола године после почетка рата, Злата је добила свеску која јој се веома свидела. Инспирисана Дневницима Ане Франк и Адријана Мола, као и тиме што су њене пријатељице такође писале, она започиње свој дневник.
Одувек заинтересована за писање и читање, Злата се лета 1992. придружила књижевној секцији летње школе у коју је ишла, а којих је неколико било у Сарајеву. Учитељица је ђаке питала да ли неко пише дневник, јер је Уницеф заинтересован за издавање дневника младе особе. Она је учитељици дала делове њених записа, а учитењица их је послала и новинама. Златин дневник је изабран и лета следеће године незванично издат, садржећи само прва три месеца (јесен и зима 1991) и то делимично.

## Златин дневник
Репортерка Џанин ди Ђовани, која је Злату срела 1993. и написала предговор за књигу, описала је Злату као Ану Франк Сарајева, јер Златин дневник, као и Дневник Ане Франк, описује доживљаје страхота рата прожете дечјом чедношћу. Такође је додала да је додатна сличност и то што су оба сукоба делимично мотивисана расизмом и етничким разликама.
Мале сарајевске новине су књигу 1993. незванично издале под називом Златин дневник као поклон читаоцима. Злата је тако постала позната у Сарајеву, па су је и новинари страних новинских агенција интервјуисали. Децембра 1993, Златина породица од агенције Уједињених нација добија понуду да напусти Сарајево и оде у Париз. Ту понуду су и прихватили, а дневник је 1994. званично издат на енглеском под називом Златин дневник: Живот детета у Сарајеву (енгл. Zlata's Diary: A Child's Life in Sarajevo). Књигу је превела Кристина Прибићевић-Зорић, а издала британска издавачка кућа Пенгвин букс (енгл. Penguin Books).

## Након селидбе
Злата се сећа како је из Сарајева њена породица изведена у комбију Уједињених нација, и како је кроз мали прозор комбија видела пошту, школу, цео град. Сећа се и како су је новинари пратили по Лондону, када га је први пут са 13 година посетила у циљу да се уговори издавање књиге, иако је први заинтересовани био француски издавач. Питали су је разна питања у вези са ратом, а сећа се како је пила чај са британским премијером Џоном Мејџором и француским министром одбране. Убрзо је продато 80.000 копија дневника. За то време, учила је у Међународној школи у Француској.
Након три године у Паризу, октобра 1995, Филиповићи су се преселили у Даблин, где је Злата студирала на Тринити колеџу, а касније и на Оксфорду, где је 2001. постала бачелор хуманистичких наука. И даље живи у Даблину, где ради као филмски продуцент и осмишља документарце. Са родитељима је путовала широм света, а интервјуисале су је новинске агенције из Европе, Уједињеног Краљевства, Канаде, САД и Аустралије. Учествовала је у изради других књига у вези са ратом у Босни и Херцеговини, а добила је и Специјалну награду „Дете храбрости“ од Центра Симона Визентала. Наставила је да пише, па је написала предговор књиге The Freedom Writers Diary и учествовала у обради књиге Stolen Hearts: Young People's War Diaries. Она се 19. новембра 2006. појавила у ток-шоуу Tout le monde en parle, а 2011. је режирала кратки филм Stand Up! за кампању против хомофобије у школама.

## Издата дела
| Година | Назив                     | Белешке                               |
| ------ | ------------------------- | ------------------------------------- |
| 1994.  | (као Златин дневник 1993) | Златино дело писано од 1991. до 1993. |
| 1999.  |                           | Предговор од Злате Филиповић          |
| 2004.  |                           | Предговор и превод од Злате Филиповић |
| 2006.  |                           | Злата Филиповић, помоћни уредник      |
| 2009.  |                           | Члан од Злате Филиповић               |
| 2010.  |                           | Глава од Злате Филиповић              |